# The End of Cool Japan
The End of Cool Japan: Ethical, Legal, and Cultural Challenges to Japanese Popular Culture是麥克樂蘭（Mark McLelland）編輯的書籍，於2017年經勞特利奇出版。它分為十大章節，由不同的撰稿人負責編寫，主要探討日本文化在他國面臨的法律、倫理、文化問題。

## 背景
整本著作的起源為2012年的一場日本文化教育研討會，當中麥克樂蘭（Mark McLelland）與其他同樣教授日本文化的大學教師一起交流經驗:3。之後著作中的各章節曾在2014至2015年伍伦贡大学的研討會上發表，由日本、澳大利亚、加拿大等地的研究者執筆。研討會舉行期間亦讓其他學者討論該些文章的內容。麥克樂蘭則負責推動該些文章的作者「把經歷和研究整合」。

## 內容
該著作分為十大章節。首章為麥克樂蘭撰寫的引言。他指出日本連同其ACG文化在西方媒體當中常被視為「奇怪的他者」。之後的九章探討了日本文化在他國面臨的法律、倫理、文化問題，由不同的撰稿人負責編寫。如艾丽莎·弗里德曼（Alisa Freedman）以《死亡笔记》為題，探討了其傳播及日本海外的粉絲怎樣在不考慮版權的情況下，為它創作同人作品；勞拉·米勒（Laura Miller） 寫道，她的學生因为同時是日本文化的粉絲，而拒绝批判性地檢視該文化的产品的性別呈現。
克絲汀·凱瑟（Kirsten Cather）檢視了日本首部因內容「猥褻」而被查禁的漫畫《蜜室》，認為有關規管只是在關心社會觀感，而非內容本身。並反對把內容只以一個方向解讀；賽麗爾·奥尔博（Sharalyn Orbaugh）寫道她為自身接觸的部分日本虛構作品會於加拿大視為違法一事感到震驚，這也代表教育者及學生在課堂上使用該些作品有機會視為違法，並指責法律支持者「保護兒童等弱勢群體看似高尚，但往往會將被動的性觀念強加於這些群體身上」及沒有區分不同年齡的兒童。派翠克·加布雷斯（Patrick Galbraith）表示，研究蘿莉控會破壞研究者在學術圈中的前途，而他認為這一用語是在代表對虛構角色產生慾望，而這一慾望不適用於三次元本身。亞當·斯特普爾頓（Adam Stapleton）把日本少年偶像產品跟北美兒童選美比賽放在一起比較，認為後者不能因上述產品指責日本是「兒童色情帝國」，並表示西方的相關法律只是在扼殺討論如何保護兒童的空間。
杨玲和徐艳蕊探討了中國大陸耽美粉絲與政府審查的互動，指當中有的不單只是「支配和抵抗」。還有「自我審查與遵從」。並提道他們對中日之間的仇恨的了解。傑西卡·鮑文斯-杉本（Jessica Bauwens-Sugimoto）聚焦於菲律賓等地有宗教信仰的BL作品粉絲，探討他們怎樣處理這一雙重身份。最後一章則提到菲律賓和印尼的漫畫家對日本漫畫風格的觀感。

## 評價
京都大學的比約恩-奧勒·卡姆（Björn-Ole Kamm）表示首六章的內容「非常地個人化」，讚揚著作文章的整體品質及它們之間的關係能夠互相串聯，寫道法律和倫理視角能吸引日本文化研究者以外的客群。他希望艾麗莎·弗里德曼能把部分內容解釋得更詳細一點，如其學生創作同人作品時所反映的文化現象；在評價克絲汀·凱瑟的文章時，則說讀者閲讀時應該側重其反對「把內容只以一個方向解讀」的態度；之後亦說楊玲和徐艷蕊的文章「能讓人了解更多中國大陸的BL粉絲」。东安格利亚大学日本藝術研究所的西蒙·特納（Simon Turner）同樣讚揚它們寫得很好，能把日本文化及其研究置於不同社會環境的角度去看待，開創了先河。